# Bahnhof Nürnberg-Laufamholz
Der Haltepunkt Nürnberg-Laufamholz ist eine S-Bahn-Station in Nürnberg, liegt an der Bahnstrecke Nürnberg–Irrenlohe und befindet sich im Stadtteil Laufamholz. Er verfügt über zwei 165 m lange und 76 cm hohe Seitenbahnsteige. Die Verkehrsbedienung erfolgt durch die S-Bahn-Linie S 2 (Roth – Nürnberg – Hartmannshof). Nordwestlich des Haltepunkts befindet sich ein P+R-Parkplatz und ein B+R-Parkplatz.

## Geschichte

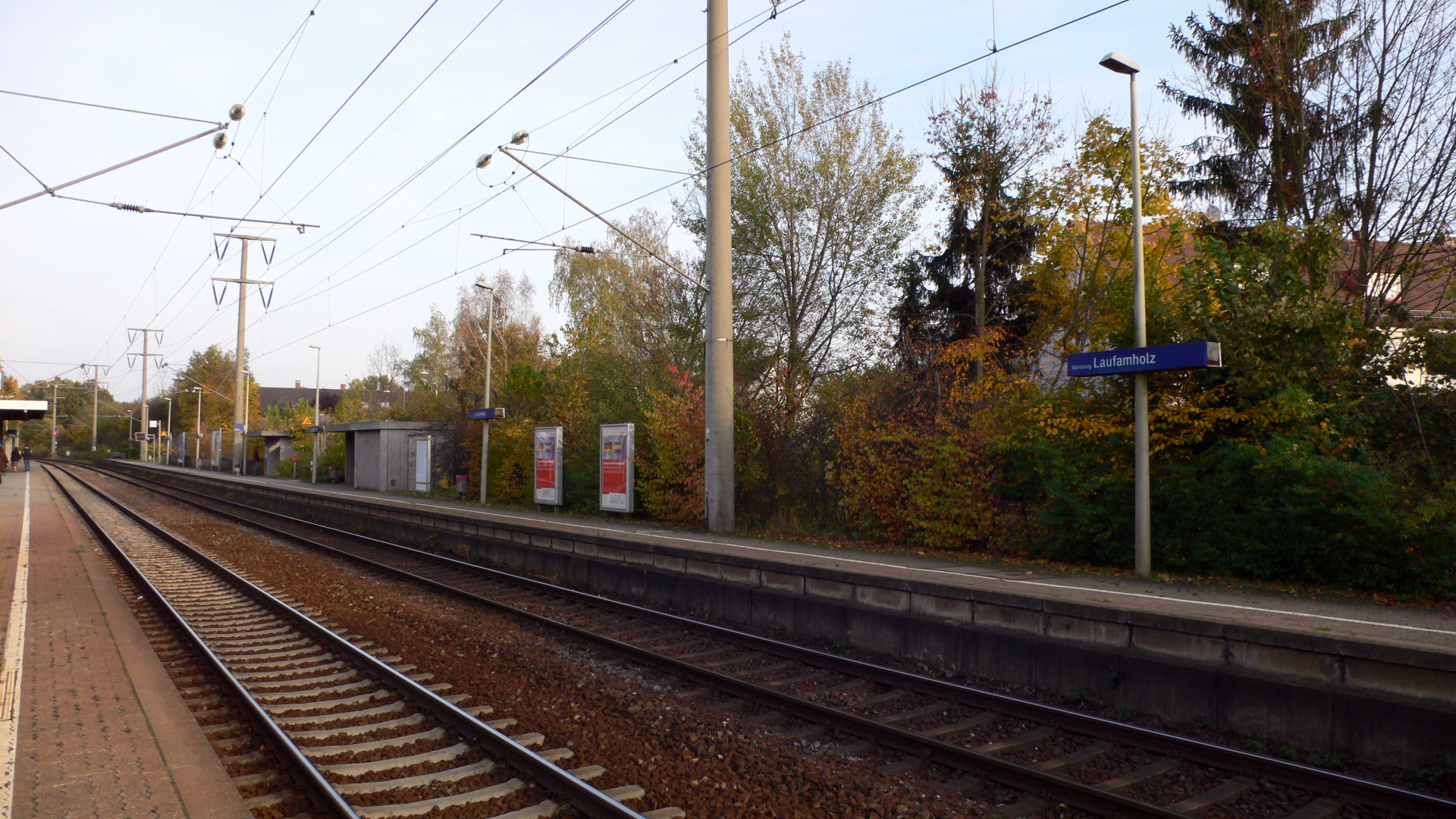
Bahnsteige

Die Eröffnung des Haltepunkts für den Personenverkehr fand am 8. August 1878 durch die Königlich Bayerischen Staatseisenbahnen statt, die Aufnahme des Güterverkehrs folgte am 15. Februar 1908. Bereits 1901 war er zum Bahnhof aufgewertet worden. Zum Ende des Zweiten Weltkriegs (1943) wurde das zweite Streckengleis nach dem Bahnhof Richtung Schwandorf demontiert. Mit dem Beschluss zur Einführung eines S-Bahn-Systems in Nürnberg, dessen erste Linie von Nürnberg nach Lauf (links der Pegnitz) führen sollte, wurde der Bahnhof Laufamholz Mitte der 1980er Jahre umgestaltet. Jeweils nördlich und südlich der beiden Durchgangsgleise wurden zwei Seitenbahnsteige errichtet, die über Treppen und Rampen sowie eine Unterführung mit dem Straßenraum verbunden sind. Das Empfangsgebäude wurde abgerissen und durch einen Supermarkt ersetzt. Die Wiedereröffnung fand am 26. September 1987 zusammen mit der Betriebsaufnahme der S1 statt, zugleich wurde die Betriebsstelle wieder zu einem Haltepunkt zurückgestuft.

## Verbindungsübersicht
Der Haltepunkt wird im 20-Minuten-Takt von der S 2 mit Triebfahrzeugen der DB-Baureihe 442 bedient.
| Linie | Strecke | Takt | Fahrzeugmaterial                       |
| ----- | --- | --- | -------------------------------------- |
| S2    | Roth – Büchenbach – Rednitzhembach – Schwabach – Schwabach-Limbach – Katzwang – Reichelsdorfer Keller – Nürnberg-Reichelsdorf – Nürnberg-Eibach – Nürnberg-Sandreuth – Nürnberg-Steinbühl – Nürnberg Hbf – Nürnberg-Dürrenhof – Nürnberg Ostring – Nürnberg-Mögeldorf – Nürnberg-Rehhof – Nürnberg-Laufamholz – Schwaig – Röthenbach (Pegnitz) – Röthenbach-Steinberg – Röthenbach-Seespitze – Lauf West – Lauf (links Pegnitz) – Ottensoos – Henfenfeld – Hersbruck (links Pegnitz) – Happurg – Pommelsbrunn – Hartmannshof Stand: Fahrplanwechsel Dezember 2023 | 20/40 min (Roth–Schwabach) 20 min (Schwabach–Lauf) 20/40 min (Lauf–Hersbruck) 60 min (Hersbruck–Hartmannshof) | DB 1440.0 (Alstom Coradia Continental) |